# Breitwimpel

Breitwimpel des Deutschen Kaisers

Der Breitwimpel war ab dem Jahr 1895 in der deutschen kaiserlichen Marine das höchste Kommandozeichen und wurde nur auf Befehl des Kaisers anstelle der Kaiserstandarte am Großtopp gesetzt. Dann unterblieb der Geschützsalut.
Der Breitwimpel war ein weißer, konisch zulaufender Wimpel mit abgerundeter Spitze, auf dem ein Eisernes Kreuz, diagonal dazu ein Zepter, ein Schwert und die Kaiserkrone abgebildet waren. Ab dem Jahr 1908 erhielt auch die Deutsche Kaiserin einen eigenen Breitwimpel zugeteilt, der eine Darstellung der Kaiserinnenkrone von 1888 zeigte.
In der britischen Royal Navy wird die Bezeichnung Breitwimpel (broad pennant) hingegen traditionell für das Kommandozeichen eines Kommodore benutzt. Es hat die Form eines Doppelstanders, also einer Flagge mit Schwalbenschwanz.
Völkerrechtlich war der Breitwimpel, wie andere Pennants, Kriegswimpel etc. eine Form der Kommandoflagge, die bei der Marine als Kommandantenwimpel obligatorisch sind.
Siehe auch: Liste der Flaggen des Deutschen Kaiserreichs